# Bocksbacka
Bocksbacka (fi. Pukinmäki) är en stadsdel med järnvägsstation i Bocksbacka distrikt i Helsingfors stad. Distriktet och stadsdelen omfattar samma område. 
Bocksbacka hörde till de äldsta byarna i Helsinge kommun och inkorporerades med Helsingfors stad år 1946. Marken hörde i tiderna till Bocksbacka gård. På 1910-talet planlade man ett egnahemshusområde kring Bocksbacka station medan de första höghusen byggdes på 1960-talet. Största delen av byggnaderna härstammar dock från 1970- och 1980-talen. 
Bocksbacka station är speciell på det sättet att den ligger rakt ovanför Ring I:an, vilket gör att förbindelserna mellan buss och tåg går mycket smidigt. 

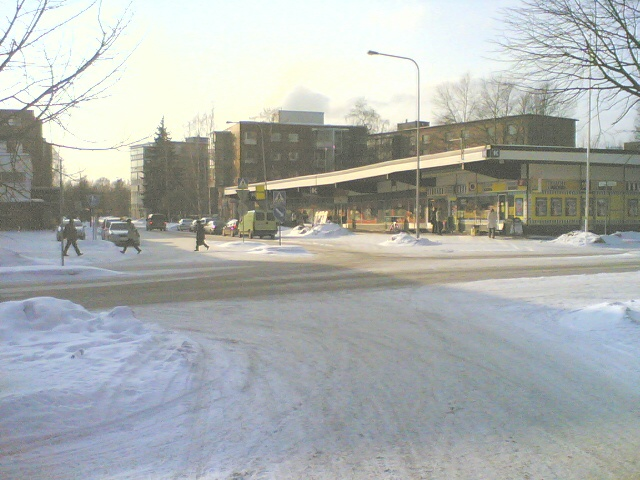
Bocksbacka
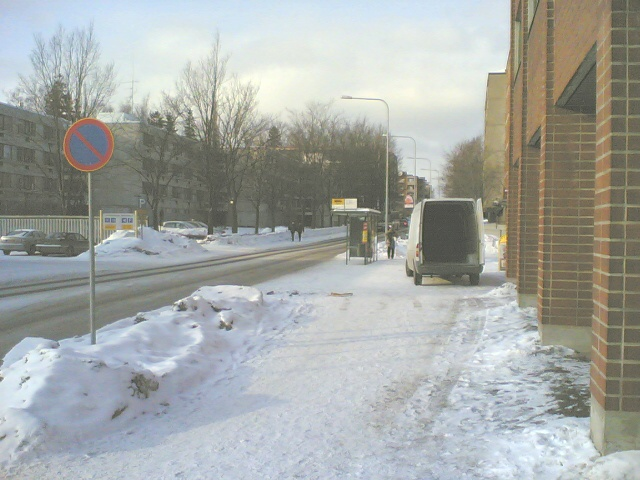
Bocksbacka
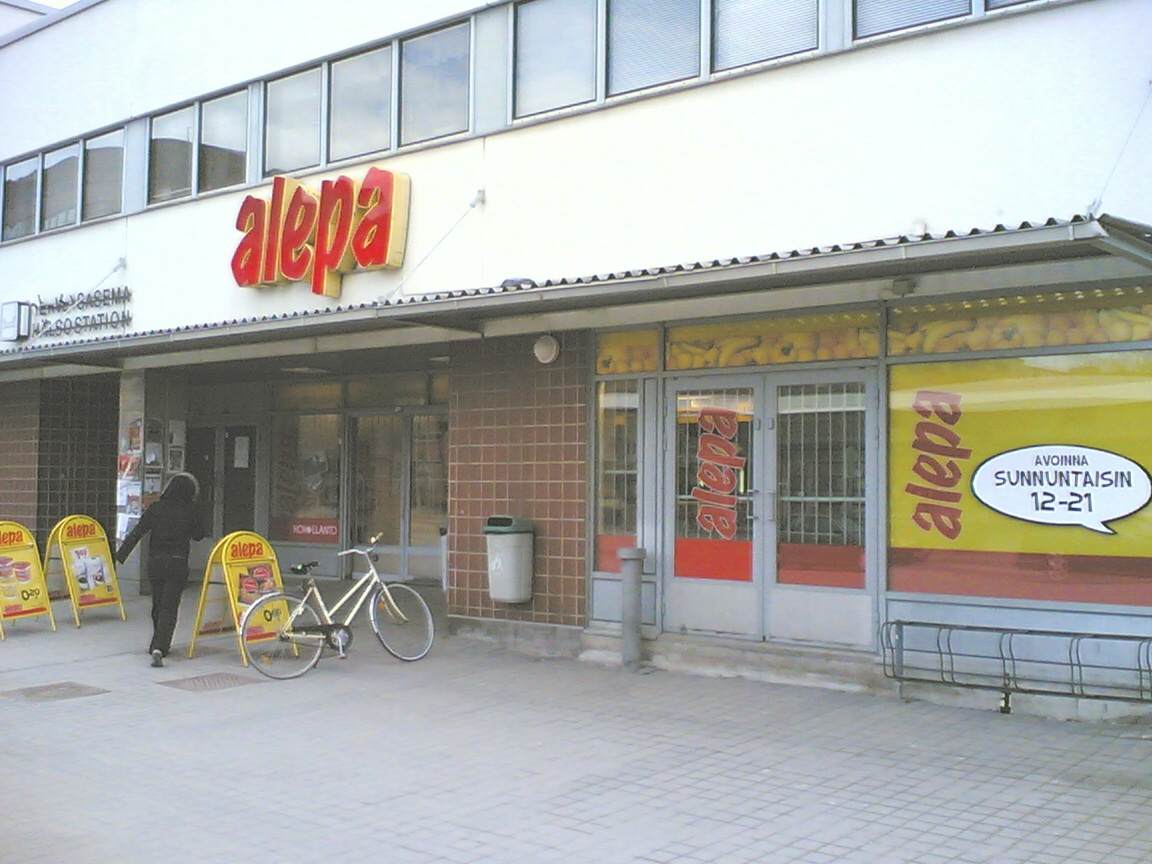
Köpcentrum i Bocksbacka
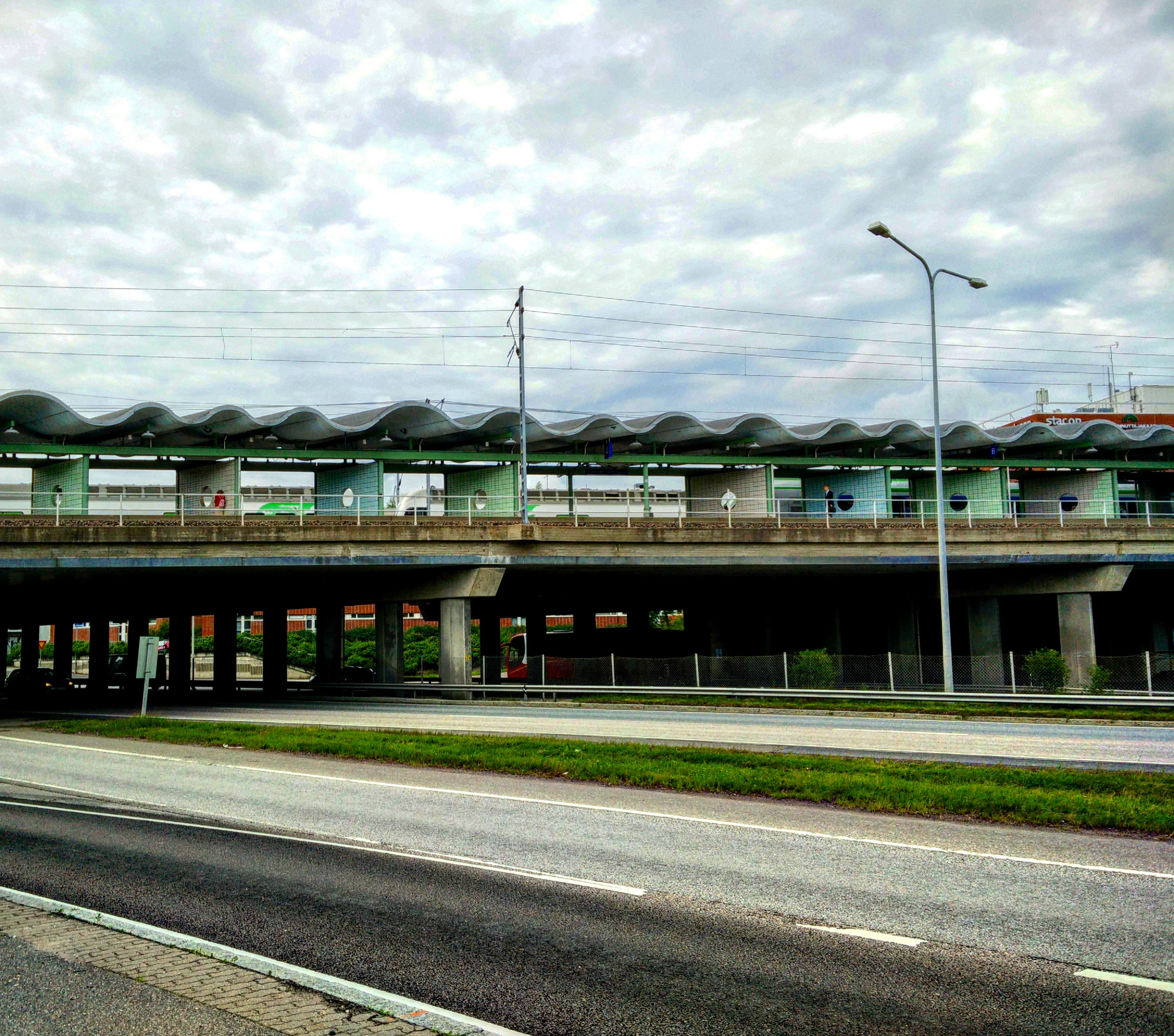
Bocksbacka station ovanför Ring I